# Ambrines
Ambrines ist eine französische Gemeinde im Département Pas-de-Calais in der Region Hauts-de-France. Sie gehört zum Kanton Avesnes-le-Comte im Arrondissement Arras.

## Lage
Die Gemeinde Ambrines liegt im Südwesten des Artois, 23 Kilometer westlich von Arras. Sie grenzt im Norden an Penin, im Osten an Villers-Sir-Simon, im Südosten an Givenchy-le-Noble, im Süden an Lignereuil, im Südwesten an Denier und Sars-le-Bois und im Westen an Maizières.

## Bevölkerungsentwicklung
| Jahr                       | 1962 | 1968 | 1975 | 1982 | 1990 | 1999 | 2006 | 2013 | 2022 |
| -------------------------- | ---- | ---- | ---- | ---- | ---- | ---- | ---- | ---- | ---- |
| Einwohner                  | 177  | 196  | 191  | 167  | 169  | 169  | 202  | 254  | 212  |
| Quellen: Cassini und INSEE |      |      |      |      |      |      |      |      |      |

## Sehenswürdigkeiten

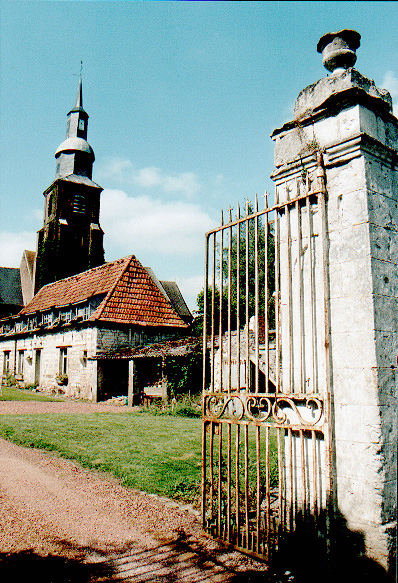
Kirche Saint-Léger

- Kirche Saint-Léger